# Ernst Munzinger (Offizier)
Ernst Gustav Adolf Munzinger (* 6. Juli 1887 in Riga, Russisches Kaiserreich; † 23. April 1945 in Berlin) war ein Offizier des Deutschen Heeres und später der Wehrmacht. Munzinger war in die Pläne der Widerstandskämpfer des Attentats vom 20. Juli 1944 eingeweiht.

## Leben
Munzinger, Sohn eines Bierbrauers, wollte nach dem Ende seiner Schullaufbahn Journalist werden. Auf Wunsch seines Vaters, dessen Familie 1883 von Zweibrücken nach Riga ausgewandert war, begann er ein Studium der Rechtswissenschaft an der Ludwig-Maximilians-Universität München. 1910 wurde er Mitglied des Corps Isaria. Er brach das Studium ab, meldete sich zur Bayerischen Armee und diente beim  Königlich Bayerischen Infanterie-Regiment „Fürst Wilhelm von Hohenzollern“ Nr. 22 in Zweibrücken.
Nach Ausbruch des Ersten Weltkrieges wurde Munzingers Familie aus dem Russischen Kaiserreich ausgewiesen und zog nach Berlin. Munzinger war zunächst an der Westfront und später als Nachrichtenoffizier an der Ostfront eingesetzt. Munzinger erreichte den Rang eines Hauptmanns und wurde mit beiden Eisernen Kreuzen ausgezeichnet.
Nach Kriegsende zog er gemeinsam mit seinem Vater nach Riga zurück. Munzinger heiratete 1920. Der Ehe entspross eine Tochter. Munzinger baute nach dem Abschluss einer kaufmännischen Ausbildung in Riga eine chemische Fabrik auf. Nach dem Wahlsieg der Nationalsozialisten bei der Reichstagswahl März 1933 wurde er des Landes verwiesen, da er offen mit dem Nationalsozialismus sympathisierte und die Ortsgruppe Riga der NSDAP-Auslandsorganisation geführt hatte. Munzinger zog mit seiner Familie 1933 nach Berlin und leitete dort zusammen mit seinem Schwager die Fachgruppe Bekleidung und Textilien. Spätestens nach der Reichspogromnacht 1938 wandte sich Munzinger aufgrund der Ausschreitungen gegen Juden vom Nationalsozialismus ab.
Während des Zweiten Weltkrieges war Munzinger beim Oberkommando der Wehrmacht (OKW) als Nachrichtenoffizier tätig, wo er dem Amt Ausland/Abwehr unter Wilhelm Canaris zugeteilt war. Munzinger kam später mit dem Widerstandskreis um Hans von Dohnanyi und Hans Oster in Kontakt. Im Rang eines Oberstleutnants endete im Frühjahr 1944 sein Dienst bei der Wehrmacht und Munzinger kehrte ins Zivilleben zurück. Bereits zu dieser Zeit war Munzinger über das geplante Attentat vom 20. Juli 1944 informiert, seine Funktion bei den Vorbereitungen sind jedoch unbekannt. Nach dem Scheitern des Attentats vom 20. Juli 1944 wurde Munzinger durch SS-Angehörige in Salzburg festgenommen und in das Zellengefängnis Lehrter Straße nach Berlin verbracht. Während der Schlacht um Berlin wurde Munzinger gemeinsam mit 14 weiteren Widerstandskämpfern in der Nacht auf den 23. April 1945 durch Gestapoangehörige auf einem nahegelegenen Fabrikgelände in der Invalidenstraße ermordet. Zunächst wurde sein Leichnam in einem Massengrab in Alt-Moabit beigesetzt, später jedoch auf den St.-Pauls-Friedhof in Berlin-Plötzensee überführt.